# ساكي عاري الوجه
ساكي عاري الوجه أو ساكي ريو تاباجوس (الاسم العلمي: Pithecia irrorata) (بالإنجليزية: Bald-faced Saki أو Rio Tapajos Saki)‏ هو نوع من الحيوانات يتبع جنس السعدان الساكي من الفصيلة السعادين الساكية.

## الإنتشار
ينتشر في البرازيل في الضفة الغربية لريو تاباغوس والحديقة الأمازون الوطنية وفي جنوب غرب البيرو وشرق بوليفيا.